# Jean-Frédéric Edelmann
Jean-Frédéric Edelmann (Strasburgo, 5 maggio 1749 – 17 luglio 1794) è stato un compositore francese del periodo classico.
Nacque a Strasburgo ma, dopo aver studiato legge e musica, si trasferì a Parigi nel 1774 dove suonò ed insegnò pianoforte. Edelmann lavorò presumibilmente per qualche tempo a Londra. Durante la rivoluzione francese venne nominato amministratore del Bas-Rhin. Nel tardo maggio del 1794 fu arrestato assieme al fratello Louis e ad altri due cittadini di Strasburgo in seguito a una falsa accusa di tradimento (era in realtà un oppositore del regime terroristico e pagò l'ostilità di Saint-Just). Tratto dinanzi al tribunale rivoluzionario il 17 luglio 1794, fu condannato a morte senza alcuna prova e ghigliottinato il pomeriggio dello stesso giorno assieme al fratello, agli altri due strasburghesi e alle sedici carmelitane di Compiègne in Place de la Barrière du Trône (solo undici giorni prima della caduta di Robespierre).
Edelmann compose 2 opere, un oratorio e vari pezzi di musica da camera.

## Lista delle composizioni
- Composizioni pubblicate

Op. 1 No. 1 \ Sonata per tastiera in Mi bemolle maggiore

Op. 1 No. 2 \ Sonata per tastiera in Mi maggiore

Op. 1 No. 3 \ Sonata per tastiera in Re maggiore

Op. 1 No. 4 \ Sonata per tastiera in La maggiore

Op. 1 No. 5 \ Sonata per tastiera in Re maggiore

Op. 1 No. 6 \ Sonata per tastiera in Fa diesis maggiore

Op. 2 No. 1 \ Sonata per tastiera in Do maggiore

Op. 2 No. 2 \ Sonata per tastiera in Fa maggiore

Op. 2 No. 3 \ Sonata per tastiera in Do maggiore

Op. 2 No. 4 \ Sonata per tastiera in Sol maggiore

Op. 2 No. 5 \ Sonata per tastiera in Mi maggiore

Op. 2 No. 6 \ Sonata per tastiera in Si bemolle maggiore

Op. 3 No. 1 \ Sonata per tastiera in Mi bemolle minore

Op. 3 No. 2 \ Sonata per tastiera in Fa maggiore

Op. 4 \ Piano Concerto in Re maggiore

Op. 5 No. 1 \ Sonata per tastiera in La maggiore

Op. 5 No. 2 \ Sonata per tastiera in Sol minore

Op. 5 No. 3 \ Sonata per tastiera in Do minore

Op. 5 No. 4 \ Sonata per tastiera in Re minore

Op. 6 No. 1 \ Sonata per tastiera in Sol minore

Op. 6 No. 2 \ Sonata per tastiera in Re minore

Op. 6 No. 3 \ Sonata per tastiera in Do maggiore

Op. 7 No. 1 \ Sonata per tastiera in Mi bemolle maggiore

Op. 7 No. 2 \ Sonata per tastiera in Sol minore

Op. 8 No. 1 \ Sonata per tastiera in Do minore

Op. 8 No. 2 \ Sonata per tastiera in Mi minore (Mlle Edelmann)

Op. 8 No. 3 \ Sonata per tastiera in Re maggiore

Op. 9 No. 1 \ Quartetto per piano in Mi bemolle maggiore

Op. 9 No. 2 \ Quartetto per piano in Do minore

Op. 9 No. 3 \ Quartetto per piano in Sol minore

Op. 9 No. 4 \ Quartetto per piano in Re maggiore

Op. 10 No. 1 \ Sonata per tastiera in Fa minore

Op. 10 No. 2 \ Sonata per tastiera in Mi bemolle maggiore

Op. 10 No. 3 \ Sonata per tastiera in Do minore

Op. 10 No. 4 \ Sonata per tastiera in Mi maggiore

Op. 11 \ Opera La bergère des Alpes (Parigi, Tuileries 20 luglio 1781)

Op. 12 \ Piano Concerto in La minore

Op. 13 No. 1 \ Quartetto per piano in Do maggiore

Op. 13 No. 2 \ Quartetto per piano in Si bemolle maggiore

Op. 13 No. 3 \ Quartetto per piano in Do minore

Op. 13 No. 4 \ Quartetto per piano in Re maggiore

Op. 14 No. 1 \ Piano Concerto in Fa minore

Op. 14 No. 2 \ Piano Concerto in Fa maggiore

Op. 14 No. 3 \ Piano Concerto in Mi maggiore

Op. 15 No. 1 \ Quartetto per piano in La maggiore "Le rendez-vous"

Op. 15 No. 2 \ Quartetto per piano in Mi maggiore "La toilette de Vénus"

Op. 15 No. 3 \ Quartetto per piano in Sol minore "Les regrets d'Herminie"

Op. 15 No. 4 \ Quartetto per piano in Mi bemolle maggiore "La partie de chasse"

Op. 16 \ Arie per tastiera
- Composizioni non pubblicate

Oratorio Esther (Parigi, Concert Spirituel, 8 aprile 1781) perduta

Opera Ariane dans l'isle de Naxos (Parigi, Académie Royale de Musique, 24 settembre 1782)

Balletto Feu (Parigi, Opéra, 24 settembre 1782)
 
Opera Diane et l'amour